# Aeroportul Perryville
Aeroportul Perryville (IATA: KPV, ICAO: PAPE, FAA LID: PEV) este un aeroport din Alaska, Statele Unite ale Americii ce deservește zona Perryville⁠(d). Aeroportul a fost tranzitat în 2019 de 1.324 de pasageri. A fost numit după zona deservită.
Situat la o altitudine de 9 m, aeroportul dispune de 1 pistă. Este operat de Alaska Department of Transportation & Public Facilities⁠(d).

## Infrastructură

### Piste
Aeroportul dispune de o singură pistă. Pista 02/20 are suprafața de pietriș și dimensiunile 3.300 picioare × 75 picioare. 